# Hlíðar
Hlíðar (Isländische Aussprache: [ˈl̥iːðar̥]) oder auch Hlíðahverfi ist ein Stadtbezirk und subkommunaler Verwaltungsbezirk der Stadt Reykjavík, Island. Es besteht aus sieben Teilen: Norðurmýri, Hlíðahverfi, Hlemmur, Holt, Suðurhlíðar, Öskjuhlíð und Nauthólsvík. 

## Einwohner
Es hat eine Fläche von 3,3 km². 2010 lebten 9600 Menschen im Stadtbezirk der isländischen Hauptstadt. Dies ergibt eine Einwohnerdichte von 2.900 Einwohnern pro km².

## Galerie

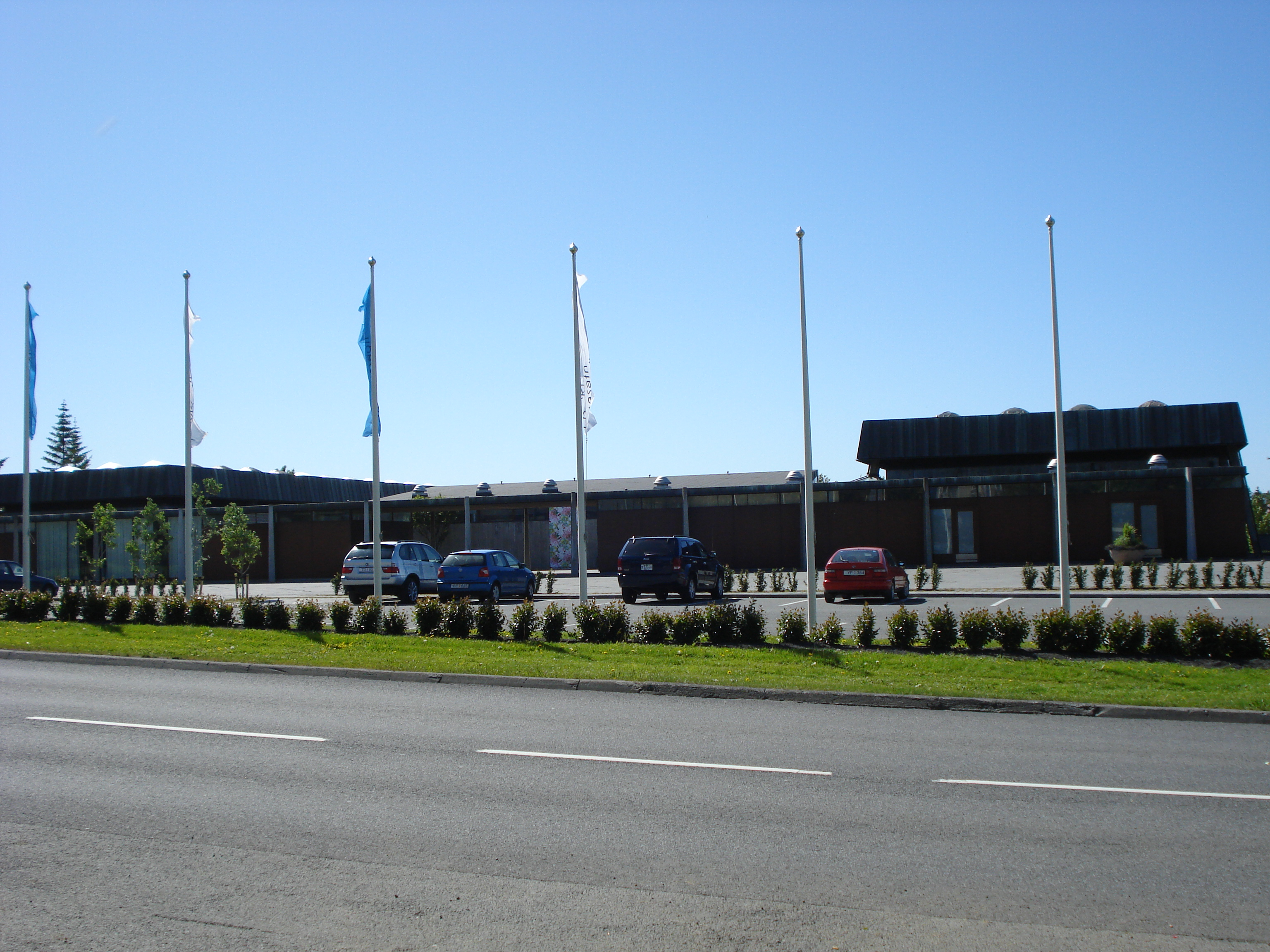
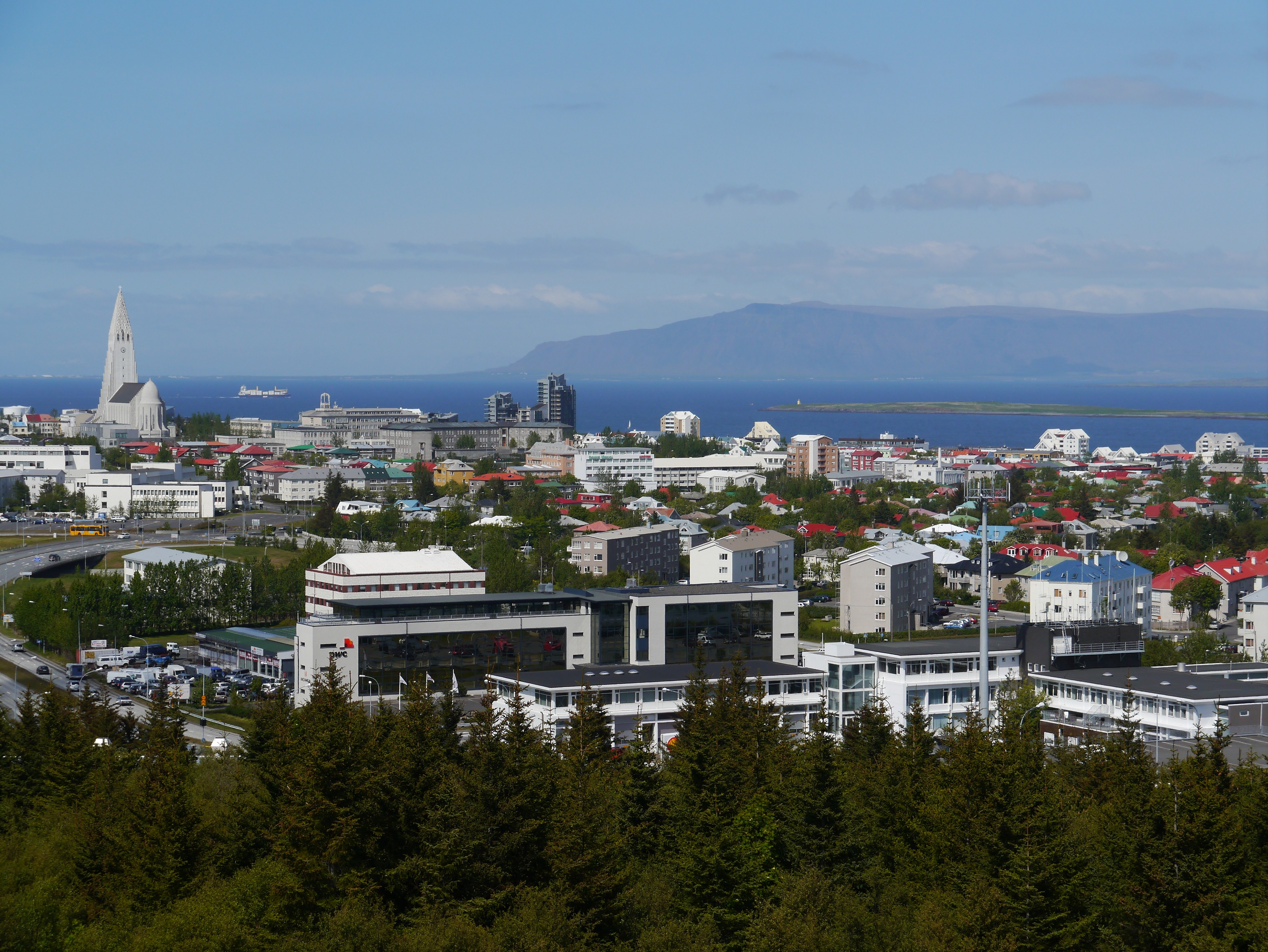
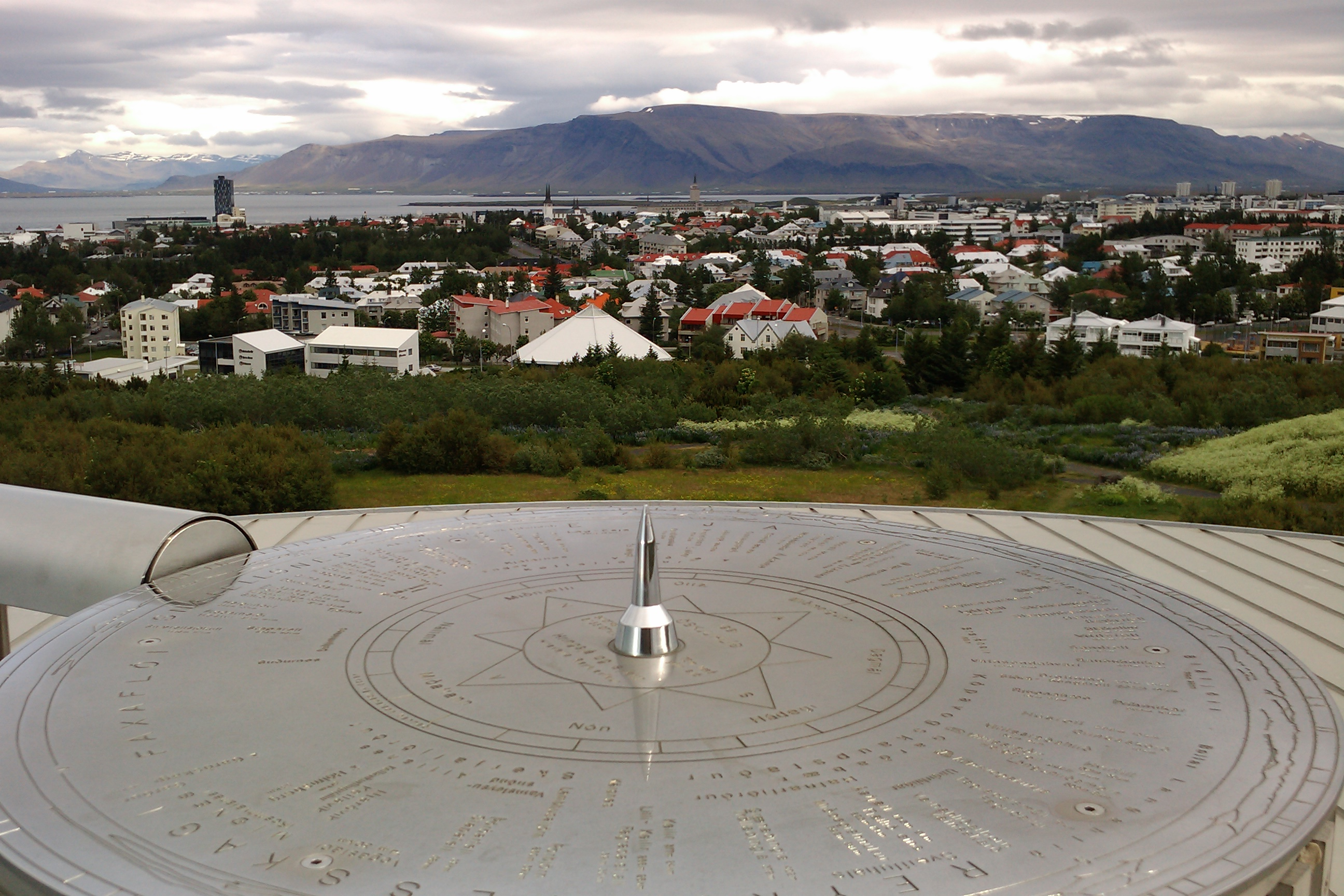
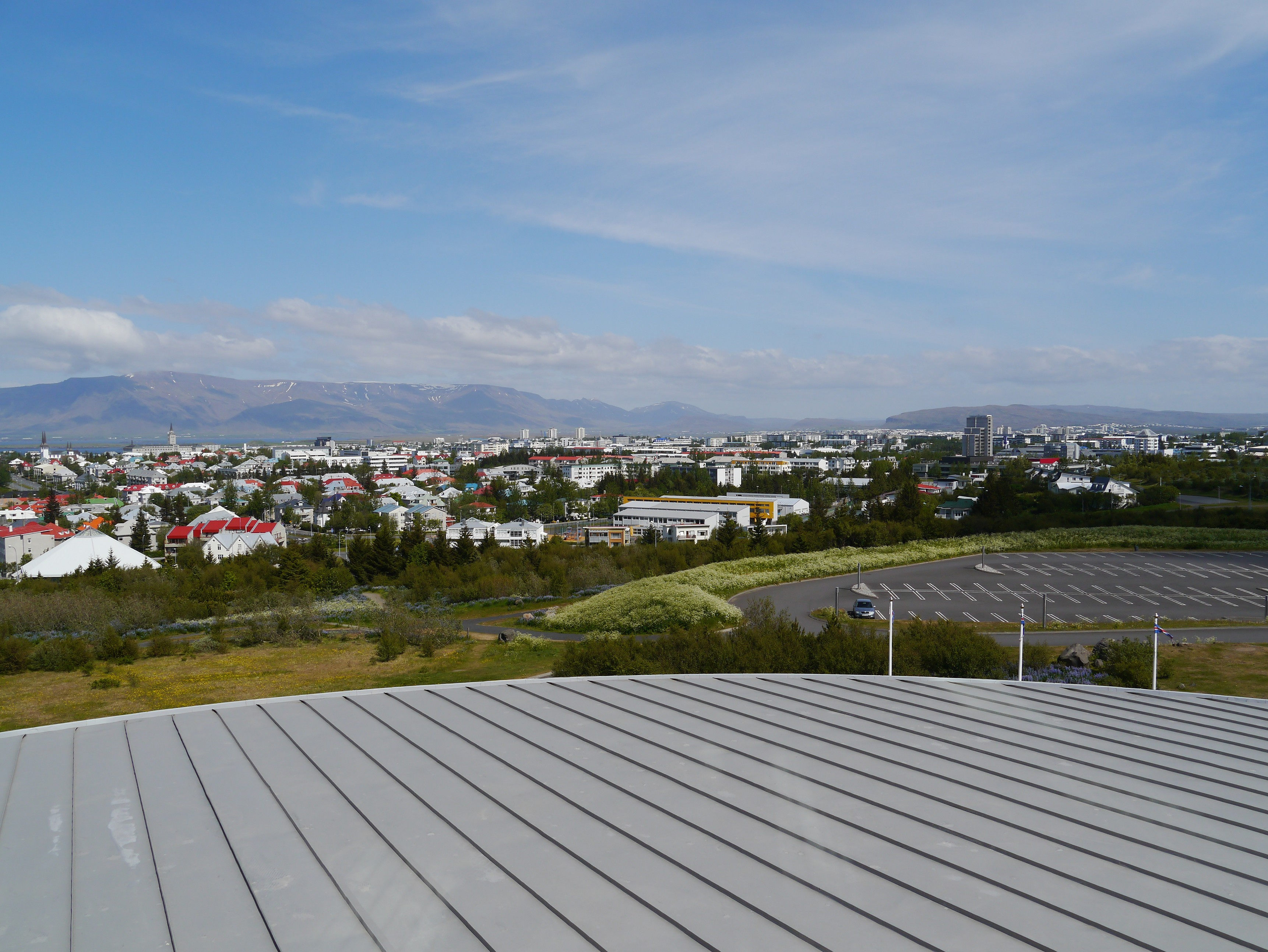
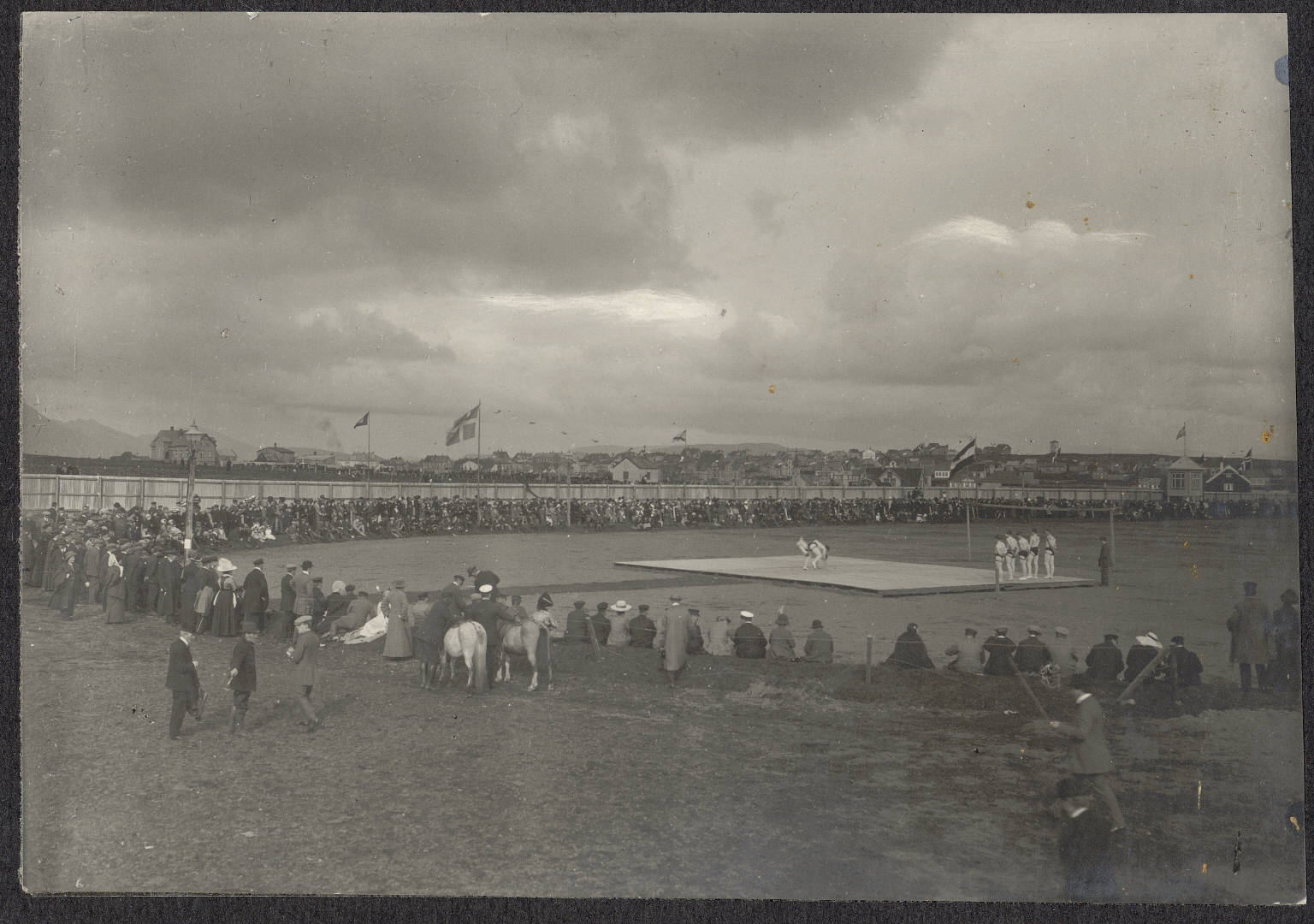
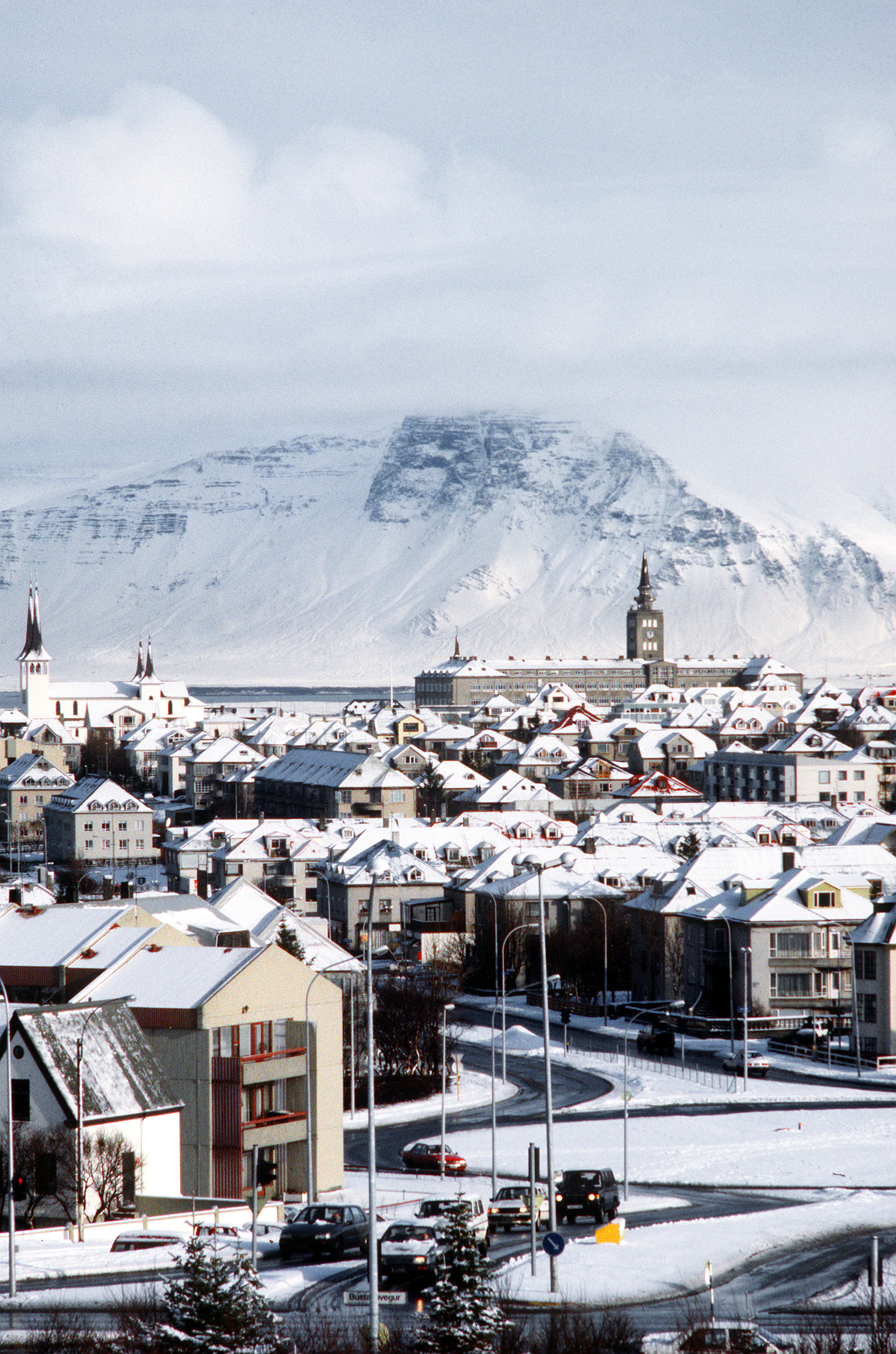
Im Winter 1993